# Miguel Balaguer
Miguel Balaguer (* 30. September 1906 in Rocha, Uruguay; † 15. Oktober 1985) war Bischof von Tacuarembó.

## Leben
Miguel Balaguer empfing am 26. Oktober 1930 das Sakrament der Priesterweihe für das Erzbistum Montevideo.
Am 20. November 1962 ernannte ihn Papst Johannes XXIII. zum Titularbischof von Castellum Minus und bestellte ihn zum Weihbischof in Montevideo. Der Erzbischof von Montevideo, Antonio María Kardinal Barbieri OFMCap, spendete ihm am 6. Januar 1963 die Bischofsweihe; Mitkonsekratoren waren der Bischof von San José de Mayo, Luis Baccino, und der Bischof von Tacuarembó, Carlos Parteli Keller.
Am 26. Februar 1966 ernannte Papst Paul VI. ihn zum Bischof von Tacuarembó. Miguel Balaguer trat am 28. Januar 1983 als Bischof von Tacuarembó zurück.
Miguel Balaguer nahm an der zweiten, dritten und vierten Sitzungsperiode des Zweiten Vatikanischen Konzils teil.